# Marche-lez-Écaussinnes
Marche-lez-Écaussinnes (wa. Måtche-dilé-Scåssene) – dzielnica (section) gminy Écaussinnes w Belgii, w Regionie Walońskim, w prowincji Hainaut, w okręgu Soignies. 1 stycznia 2020 roku liczyła 2428 mieszkańców. Do 31 grudnia 1976 r. samodzielna gmina. 

## Demografia
Liczba mieszkańców, stan na 1 stycznia:
| Rok                | 1930 | 1947 | 1961 | 2020 |
| ------------------ | ---- | ---- | ---- | ---- |
| Liczba mieszkańców | 2211 | 2075 | 2042 | 2428 |